# Irreligiosità nel mondo

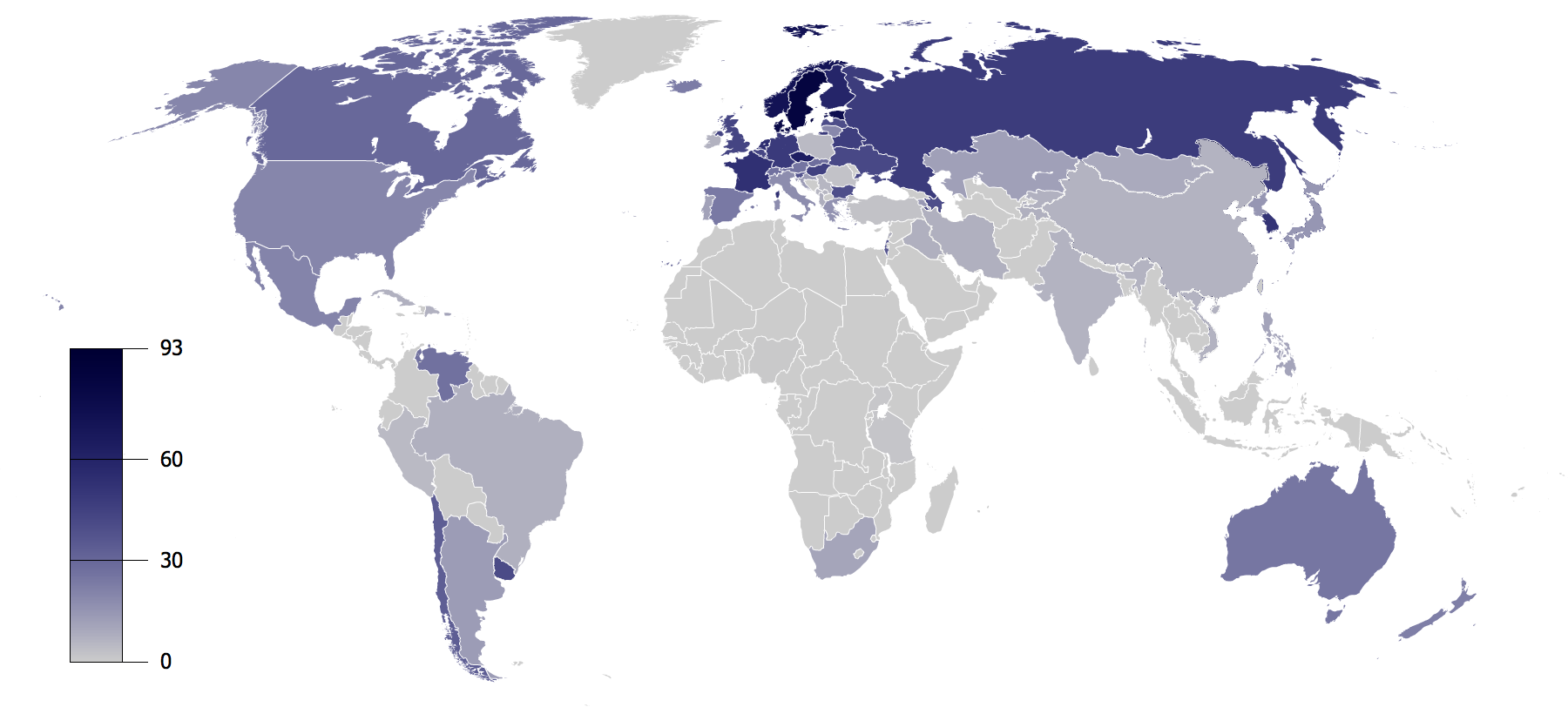
Dati statistici della popolazione irreligiosa e non credente nel mondo

L'irreligiosità o irreligione, cioè la non appartenenza a nessuna religione, comprende al suo interno diverse forme di noncredenza (ateismo, naturalismo, agnosticismo, ignosticismo, non-teismo, scetticismo filosofico, antiteismo, apateismo) e libero pensiero  (deismo, panteismo naturalistico, pandeismo, umanismo, umanesimo secolare) e varia anche considerevolmente nei differenti Paesi del mondo. Circa il 16% della popolazione mondiale (1,2 miliardi di persone) è stimata essere irreligiosa.

## Metodologia
Il "sondaggio Gallup" mantiene il più ampio spettro alla definizione di irreligiosità, la cui domanda è stata: "La religione è una parte importante della vostra vita quotidiana?" e la percentuale è riferita a chi ha risposto "no!". Il "Dentsu Inc." riferisce i dati dei partecipanti al sondaggio che hanno dichiarato di non aver alcuna religione. Lo studio di "Phil Zuckerman", professore di sociologia californiano, riferisce solamente il numero di coloro che si autodefiniscono esplicitamente come atei o agnostici.
| Paese                          | Gallup (2006–2011) | Dentsu (2006) | Zuckerman (2005) |
| ------------------------------ | ------------------ | ------------- | ---------------- |
| Afghanistan                    | 1%                 |               |                  |
| Albania (dettagli)             | 53%                |               | 8%               |
| Algeria                        | 9%                 |               |                  |
| Angola                         | 10%                |               |                  |
| Arabia Saudita (dettagli)      | 4%                 |               |                  |
| Argentina                      | 30%                | 13%           | 4–8%             |
| Armenia                        | 18%                |               | 34%              |
| Australia (dettagli)           | 67%                |               | 24–25%           |
| Austria                        | 51%                | 12%           | 18–26%           |
| Azerbaigian (dettagli)         | 54%                |               |                  |
| Bahrein                        | 10%                |               |                  |
| Bangladesh                     | 12%                |               |                  |
| Belgio (dettagli)              | 68%                | 35%           | 42–43%           |
| Belize                         | 33%                |               |                  |
| Benin                          | 6%                 |               |                  |
| Bielorussia                    | 50%                | 48%           | 17%              |
| Birmania                       | 3%                 |               |                  |
| Bolivia                        | 13%                |               |                  |
| Bosnia ed Erzegovina           | 38%                |               |                  |
| Botswana                       | 16%                |               |                  |
| Brasile (dettagli)             | 10%                |               |                  |
| Bulgaria (dettagli)            | 58%                | 30%           | 34–40%           |
| Burkina Faso                   | 6%                 |               |                  |
| Burundi                        | 2%                 |               |                  |
| Cambogia                       | 3%                 |               |                  |
| Camerun                        | 6%                 |               |                  |
| Canada (dettagli)              | 61%                | 26%           | 19–30%           |
| Rep. Ceca (dettagli)           | 72%                | 64%           | 54–61%           |
| Rep. Centrafricana             | 1%                 |               |                  |
| Ciad                           | 7%                 |               |                  |
| Cile                           | 27%                | 34%           |                  |
| Cina (dettagli)                | 82%                | 93%           | 8–14%            |
| Cipro                          | 26%                |               |                  |
| Colombia                       | 13%                |               |                  |
| Comore                         | 1%                 |               |                  |
| RD del Congo                   | 5%                 |               |                  |
| Rep. del Congo                 | 6%                 |               |                  |
| Corea del Nord                 |                    |               | 15%              |
| Corea del Sud (dettagli)       | 52%                | 37%           | 30–52%           |
| Costa d'Avorio                 | 12%                |               |                  |
| Costa Rica                     | 17%                |               |                  |
| Croazia                        | 29%                | 13%           | 7%               |
| Cuba                           | 64%                |               | 7%               |
| Danimarca (dettagli)           | 83%                | 10%           | 43–80%           |
| Rep. Dominicana                | 14%                |               | 7%               |
| Ecuador                        | 2%                 |               |                  |
| Egitto (dettagli)              | 4%                 |               |                  |
| El Salvador                    | 24%                |               |                  |
| Emirati Arabi Uniti (dettagli) | 4%                 |               |                  |
| Estonia (dettagli)             | 78%                | 76%           | 49%              |
| Etiopia                        | 10%                |               |                  |
| Filippine (dettagli)           | 6%                 | 11%           |                  |
| Finlandia (dettagli)           | 69%                | 12%           | 28–60%           |
| Francia (dettagli)             | 74%                | 43%           | 43–54%           |
| Georgia                        | 15%                |               |                  |
| Germania (dettagli)            | 62%                | 25%           | 41–49%           |
| Ghana (dettagli)               | 4%                 |               |                  |
| Giamaica                       | 29%                |               |                  |
| Giappone (dettagli)            | 71%                | 52%           | 64–65%           |
| Gibuti                         | 3%                 |               |                  |
| Giordania                      | 4%                 |               |                  |
| Grecia                         | 24%                | 4%            | 16%              |
| Guatemala                      | 15%                |               |                  |
| Guinea                         | 2%                 |               |                  |
| Guyana                         | 11%                |               |                  |
| Haiti                          | 8%                 |               |                  |
| Honduras                       | 13%                |               |                  |
| Hong Kong (dettagli)           | 74%                |               |                  |
| India (dettagli)               | 9%                 | 7%            |                  |
| Indonesia (dettagli)           | 1%                 |               |                  |
| Iran (dettagli)                | 8%                 | 1%            |                  |
| Iraq (dettagli)                | 15%                |               |                  |
| Irlanda (dettagli)             | 53%                | 7%            |                  |
| Islanda (dettagli)             | 60%                | 4%            | 16–23%           |
| Israele (dettagli)             | 54%                |               | 15–37%           |
| Italia (dettagli)              | 30%                | 18%           | 6–15%            |
| Kazakistan                     | 45%                |               | 11–12%           |
| Kenya (dettagli)               | 3%                 |               |                  |
| Kirghizistan                   | 36%                |               | 7%               |
| Kosovo                         | 9%                 |               |                  |
| Kuwait                         | 2%                 |               |                  |
| Laos                           | 3%                 |               |                  |
| Lettonia                       | 58%                | 41%           | 20–29%           |
| Libano                         | 13%                |               |                  |
| Liberia                        | 7%                 |               |                  |
| Libia                          | 12%                |               |                  |
| Lituania                       | 52%                | 19%           | 13%              |
| Lussemburgo                    | 64%                | 30%           |                  |
| Macedonia del Nord             | 23%                |               |                  |
| Madagascar                     | 7%                 |               |                  |
| Malawi                         | 1%                 |               |                  |
| Malaysia                       | 10%                |               |                  |
| Mali                           | 3%                 |               |                  |
| Malta                          | 14%                | 1%            |                  |
| Marocco (dettagli)             | 6%                 |               |                  |
| Mauritania                     | 2%                 |               |                  |
| Messico (dettagli)             | 20%                | 4%            |                  |
| Moldavia                       | 21%                |               |                  |
| Mongolia                       | 50%                |               | 9%               |
| Montenegro                     | 38%                |               |                  |
| Mozambico (dettagli)           | 13%                |               |                  |
| Namibia                        | 8%                 |               |                  |
| Nepal                          | 5%                 |               |                  |
| Nicaragua                      | 19%                |               |                  |
| Niger                          | 2%                 |               |                  |
| Nigeria (dettagli)             | 2%                 | 1%            |                  |
| Norvegia(dettagli)             | 78%                |               | 31–72%           |
| Nuova Zelanda (dettagli)       | 67%                |               | 20–22%           |
| Paesi Bassi (dettagli)         | 65%                | 55%           | 39–44%           |
| Pakistan (dettagli)            | 4%                 |               |                  |
| Palestina                      | 5%                 |               |                  |
| Panama                         | 11%                |               |                  |
| Paraguay                       | 10%                |               |                  |
| Perù                           | 12%                | 5%            |                  |
| Polonia (dettagli)             | 24%                | 5%            |                  |
| Portogallo                     | 33%                | 11%           | 4–9%             |
| Porto Rico                     | 13%                | 11%           |                  |
| Qatar                          | 4%                 |               |                  |
| Regno Unito (dettagli)         | 76%                |               | 31–44%           |
| Romania                        | 17%                | 2%            |                  |
| Russia (dettagli)              | 59%                | 48%           | 24–48%           |
| Ruanda (dettagli)              | 5%                 |               |                  |
| Senegal                        | 3%                 |               |                  |
| Serbia                         | 45%                |               |                  |
| Sierra Leone                   | 1%                 |               |                  |
| Singapore (details)            | 53%                |               | 13%              |
| Siria                          | 15%                |               |                  |
| Slovacchia                     | 45%                | 23%           | 10–28%           |
| Slovenia                       | 51%                | 30%           | 35–38%           |
| Spagna (dettagli)              | 55%                | 16%           | 15–24%           |
| Sri Lanka (dettagli)           | 2%                 |               |                  |
| Stati Uniti (dettagli)         | 36%                | 20%           | 3–9%             |
| Sudafrica (dettagli)           | 20%                | 11%           |                  |
| Sudan (dettagli)               | 9%                 |               |                  |
| Svezia (dettagli)              | 88%                | 25%           | 46–85%           |
| Svizzera (dettagli)            | 57%                |               | 17–27%           |
| Tagikistan                     | 11%                |               |                  |
| Taiwan                         | 45%                |               | 24%              |
| Tanzania                       | 5%                 | 2%            |                  |
| Thailandia                     | 2%                 |               |                  |
| Togo                           | 13%                |               |                  |
| Trinidad e Tobago              | 8%                 |               |                  |
| Tunisia                        | 7%                 |               |                  |
| Turchia                        | 13%                | 3%            |                  |
| Turkmenistan                   | 18%                |               |                  |
| Ucraina                        | 46%                | 42%           | 20%              |
| Uganda (dettagli)              | 5%                 | 1%            |                  |
| Ungheria                       | 63%                | 43%           | 32–46%           |
| Uruguay (dettagli)             | 72%                |               | 12%              |
| Uzbekistan                     | 39%                |               |                  |
| Venezuela                      | 19%                | 27%           |                  |
| Vietnam                        | 44%                | 46%           | 81%              |
| Yemen                          | 1%                 |               |                  |
| Zambia                         | 5%                 |               |                  |
| Zimbabwe                       | 9%                 |               |                  |

### Per popolazione a partire dal 2004
I paesi con il maggior numero di persone senza religione (compresi gli agnostici e gli atei) in base alla popolazione totale di ciascun paese a partire dal 2004 e la percentuale di persone non religiose secondo Zuckerman.
| Nazioni         | Persone senza religione   |
| --------------- | ------------------------- |
| Cina            | 103.907.840 – 181.838.720 |
| Giappone        | 81.493.120 – 82.766.450   |
| Vietnam         | 66.978.900                |
| Russia          | 34.507.680 – 69.015.360   |
| Germania        | 33.794.250 – 40.388.250   |
| Francia         | 25.982.320 – 32.628.960   |
| Regno Unito     | 18.684.010 – 26.519.240   |
| Corea del Sud   | 14.579.400 – 25.270.960   |
| Ucraina         | 9.546.400                 |
| Stati Uniti     | 8.790.840 – 26.822.520    |
| Paesi Bassi     | 6.364.020 – 7.179.920     |
| Canada          | 6.176.520 – 9.752.400     |
| Spagna          | 6.042.150 – 9.667.440     |
| Taiwan          | 5.460.000                 |
| Hong Kong       | 5.240.000                 |
| Rep. Ceca       | 5.328.940 – 6.250.121     |
| Australia       | 4.779.120 – 4.978.250     |
| Belgio          | 4.346.160 – 4.449.640     |
| Svezia          | 4.133.560 – 7.638.100     |
| Italia          | 3.483.420 – 8.708.550     |
| Corea del Nord  | 3.404.700                 |
| Ungheria        | 3.210.240 – 4.614.720     |
| Bulgaria        | 2.556.120 – 3.007.200     |
| Danimarca       | 2.327.590 – 4.330.400     |
| Bielorussia     | 1.752.870                 |
| Grecia          | 1.703.680                 |
| Kazakistan      | 1.665.840 – 1.817.280     |
| Argentina       | 1.565.800 – 3.131.600     |
| Austria         | 1.471.500 – 2.125.500     |
| Finlandia       | 1.460.200 – 3.129.000     |
| Norvegia        | 1.418.250 – 3.294.000     |
| Svizzera        | 1.266.670 – 2.011.770     |
| Israele         | 929.850 – 2.293.630       |
| Nuova Zelanda   | 798.800 – 878.680         |
| Cuba            | 791.630                   |
| Slovenia        | 703.850 – 764.180         |
| Estonia         | 657.580                   |
| Rep. Dominicana | 618.380                   |
| Singapore       | 566.020                   |
| Slovacchia      | 542.400 – 1.518.720       |
| Lituania        | 469.040                   |
| Lettonia        | 461.200 – 668.740         |
| Portogallo      | 420.960 – 947.160         |
| Armenia         | 418.740                   |
| Uruguay         | 2.007.000                 |
| Kirghizistan    | 355.670                   |
| Croazia         | 314.790                   |
| Albania         | 283.600                   |
| Mongolia        | 247.590                   |
| Estonia         | 147.620                   |
| Islanda         | 47.040 – 67.620           |
| India           | 2.870.000                 |